# Scala (Itália)
Scala é uma comuna italiana da região da Campania, província de Salerno, com cerca de 1 498 habitantes. Estende-se por uma área de 13 km², tendo uma densidade populacional de 115 hab/km². Faz fronteira com Agerola (NA), Amalfi, Atrani, Gragnano (NA), Pimonte (NA), Ravello.

## Demografia
| Variação demográfica do município entre 1861 e 2011                               |
|                                                                                   |
| Fonte: Istituto Nazionale di Statistica (ISTAT) - Elaboração gráfica da Wikipedia |